# Ковельское княжество
Ковельское княжество — удельное вассальное княжество XIV — XVI веках в Великом княжестве Литовском (с 1569 года — Речи Посполитой). Включало земли на Волыни с центром в городе Ковель (ныне районный центр в Волынской области, Украина). Правили княжеством Ольгердовичи, Любартовичи, Сангушки, Курбские.

## История
В 1390 году княжество было образовано в результате предоставления удела Федору Ольгердовичу в великого князя волынского Любарта Гедиминовича. Однако оно стало составной частью Ратненского княжества. Впрочем, оно не было наследственным, а только пожизненным. В 1416 году перешел к Любартовичам, по мнению украинского историка Леонтию Войтовичу им мог владеть Павел Кароль Любартович), а в 1433 году — к Сангушкам. Впрочем, только в 1455 году выделилось в самостоятельное участие. Первым его князем стал Михаил Сангушкович.
Ковельское княжество после смерти князя Михаила Сангушковича после 1511 года перешло к его сыну Ивану Михайловичу, который умер около 1516 года, не оставив потомков. После него князем Ковеля стал младший брат последнего Василий Михайлович. В 1540 году этот князь отступил княжеству королеве Боне.
В 1564 году Ковельское княжество передано князю-перебежчику Андрею Михайловичу Курбскому, перешедшему на польскую службу, эмигрировав из Московского царства. Добился внедрения в 1580 году таможни Ковеля. В 1590 году решением сейма Речи Посполитой княжество было конфисковано у князя Дмитрия Андреевича Курбского. С этого времени находилось в составе Волынского воеводства.

## Управление
Князья не подлежали местной администрации (уездной или воеводской), только в некоторых вопросах великому князю литовскому или польскому королю. Здесь безраздельно властвовало княжеское право (лат. jus ducale), благодаря чему оно фактически превратилось в государство в государстве. Суверенность землевладения относилась к основополагающим элементам княжеского права. Также правители Ковельского княжества выводили собственные вооруженные отряды (почты) под родовым гербом, а хоругвями Волынского воеводства.

## Князья Ковельские
- Фёдор Ольгердович
- Михаил Сангушкович (? — после 1511)
- Иван Михайлович Сангушко-Ковельский (? — ок. 1516)
- Василий Михайлович Сангушко-Ковельский (? — ок. 1558)
- Андрей Михайлович Курбский (1528—1583)
- Дмитрий Андреевич Курбский (1582—1649)